# 邮政条款
郵政條款（英語：Postal Clause），或郵政權（英語：Postal Power），即《美利堅合眾國憲法》第一條第8款第7項，授權美國國會“建設郵局和郵政道路”。憲法賦予郵政局擁有指定郵遞線路的權力；同時，郵政局還擁有建造或指定具有隱含權力的郵局，以運送、遞送和管理整個美國的郵件。郵政權還包括將某些材料指定為不可郵寄的權力，以及通過將濫用郵政系統定為刑事犯罪（如郵件詐騙、持械搶劫郵局）的法規之權力。

## 條款原文
|                                        | 設立郵政局及建造驛路； |
| ——《美利堅合眾國憲法》第一條第8款第7項 |                        |

## 制定歷史
郵政條款被添加至《美國憲法》內，為的是促進州際通信並為早年的美國增加收入來源。 關於郵政權的界線，這在美國早期是有一些分歧的。約翰·傑伊在給喬治·華盛頓的一份信件裡表示，郵政部門不應承擔報紙分發的工作，同時應將郵政局至於行政機關的管轄下；後者這一建議導致了美國郵政部的誕生。 而托馬斯·傑斐遜則擔心郵政服務會成為權錢交易及公帑浪費的源頭；同時他還認為道路修建應該是各州的責任，而對由郵政部門來承擔郵路建設表示懷疑。

## 條款釋義
郵政條款被解釋為賦予美國國會擁有指定郵件路線和建造或指定郵局的列舉權力，而默示權力則是運送、投遞和管理整個美國的郵件。早期的爭議是國會是否有權實際建造郵路和郵局，還是僅僅指定為此目的使用哪些土地和道路，以及在多大程度上可以將權力下放給郵政局長。 美國最高法院在19世紀早期對該權力進行了狹隘的解釋，認為該權力主要用於指定道路和地點，但後來逐漸讓位於允許為郵政目的徵用土地。
郵政權還包括將某些材料指定為不可郵寄的權力；以及通過將濫用郵政系統（例如郵件欺詐和武裝搶劫郵局）定為刑事犯罪的法規。

## 外部鏈接
- 有關“郵政條款”的法律研究資源 （页面存档备份，存于）在芝加哥大學網站（英文）